# Mohamed Larbi Belcaid
Mohamed Larbi Belcaid, né en 1955 , est l'ancien maire de la ville de Marrakech. Issu des rangs du PJD, il a été élu président de la commune en 2015. Il quitte son poste en 2021.

## Biographie
Né en 1955, il est originaire de la région de Zemrane dans la province d'El Kelaâ des Sraghna. Il grandit entre El Kelaâ des Sraghna et Marrakech et embrasse une carrière d'enseignant. D'abord professeur de mathématiques, il devient conseiller d'orientation dans les régions de Chichaoua, du Haouz et à Marrakech. Il s'engage en politique à la fin des années 1990 et fait partie des membres fondateurs du Mouvement de l'unicité et de la réforme et du PJD. Il est pour la première fois élu au conseil municipal en 2003 et, en 2011, il est élu député à la chambre des représentants. 
En 2015, il évince Fatima-Zahra Mansouri de la présidence de la commune de Marrakech en obtenant 61 voix sur 85. Pendant son mandat, Marrakech organise notamment la COP22 pour le climat et la ville se dote d'une première ligne de bus à haut niveau de service. En début d'année 2020, Mohamed Larbi Belcaid et son premier adjoint Younès Benslimane sont entendus par un juge d'instruction en marge d'une enquête relative à la passation de 50 marchés de gré à gré sans mise en concurrence, dans le cadre de l'organisation de la COP22.